# Hôtel de préfecture de la Seine-Saint-Denis

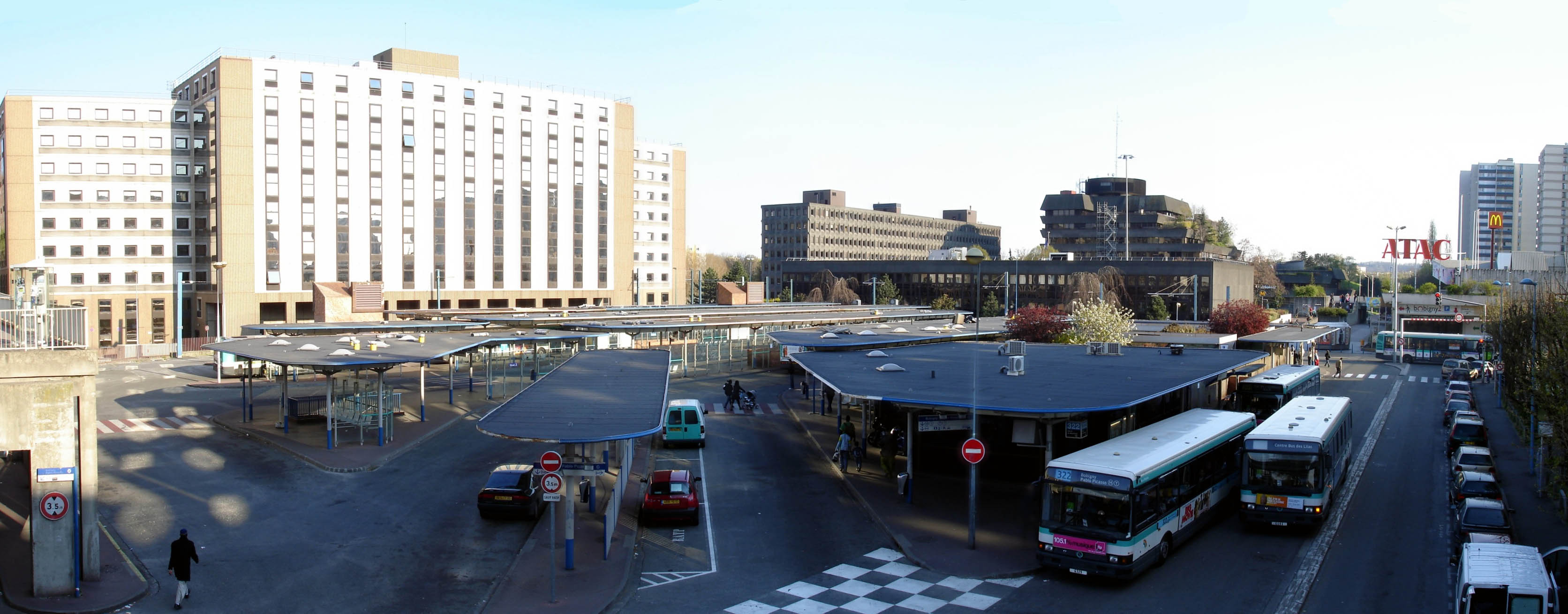
Bobigny Pablo-Picasso, gare routière, au fond la préfecture.

L'hôtel de préfecture de la Seine-Saint-Denis est un bâtiment administratif public situé à Bobigny. Il abrite les services de préfecture et également le siège du Conseil départemental .

## Localisation
L'édifice se situe sur l'esplanade Jean Moulin le long de la rue Carnot, dans le centre-ville de Bobigny où se concentre la cité administrative avec l'hôtel de ville proche, ainsi que le centre commercial Bobigny 2. Le parc départemental de la Bergère se trouve au Sud.

## Histoire
Le département de Seine-Saint-Denis est créé le 10 juillet 1964 avec la réorganisation des départements de Seine-et-Oise et Seine-et-Marne. Un arrêté du 23 décembre 1964 confie à Henri Bouret, premier préfet de Seine-Saint-Denis, le soin d'édifier la nouvelle cité administrative ; dans un contexte politique complexe, c'est la commune rurale de Bobigny qui a été choisie parce qu'elle présentait l'avantage des réserves foncières importantes. Via une société d'économie mixte gérée par la municipalité, la SEMABRO, l'hôtel préfectoral est construit entre août 1968 et juillet 1971, par l'architecte Michel Folliasson, choisi par le ministère de la Culture.
Cette pyramide dissymétrique d'environ 70 mètres de base qui culmine à 34 mètres de haut est inaugurée en 1971, remplaçant les préfabriqués qui ont accueilli les services préfectoraux pendant six ans. Deux autres bâtiments imposants suivront, pour compléter la cité : celui de la trésorerie générale et de celui de la Direction Départementale de l’Équipement et de la Direction Départementale des Affaires Sanitaires et Sociales.
Entre 1981 et 1983, les Archives Départementales seront construites à quelques centaines de mètres.